# Данилов, Юлий Александрович
Юлий Александрович Данилов (21 августа 1936, Одесса — 24 октября 2003, Москва) — русский физик, математик, историк науки, педагог, переводчик и просветитель.

## Биография
После окончания средней школы служил в Советской армии, учился в Военной академии химической защиты. После демобилизации перевёлся на механико-математический факультет МГУ, который окончил в 1963 году. В том же году по распределению поступил на работу в Институт атомной энергии им. Курчатова, в котором работал до своей кончины.
Области научных интересов: теоретико-групповые методы, нелинейные колебания, теория фракталов, теория множеств, математическая логика, синергетика, история физики, история логики, популярная математика.

В 1971 году получил медаль международного кеплеровского симпозиума за лучшую научную работу, посвященную Кеплеру.
В 1979 году, по итогам всесоюзного конкурса, он был признан лучшим редактором научно-популярной литературы. За переводы книг Георгия Гамова в 1994 году получил премию и медаль имени Александра Беляева, присуждаемую за
достижения в области научной фантастики.
В 1996 году вместе с академиком Никитой Моисеевым и Сергеем Капицей стал одним из основателей Московского Международного синергетического форума.
Научную и просветительскую работу Юлия Данилова высоко ценил его друг — лауреат Нобелевской премии Илья Пригожин, чьи работы он переводил и комментировал.
Юлий Данилов — комментатор и переводчик работ А. Тьюринга, Л. Кэролла, А. Эйнштейна, Г. Хакена, М. Гарднера.
Заслуга Юлия Данилова как педагога состояла в том, что он был постоянным автором и членом редколлегии легендарного журнала «Квант», автором многочисленных олимпиадных задач и головоломок, блестящим лектором.

## Основные научные труды
- Данилов Ю. А. Групповые свойства уравнений Максвелла и Навье-Стокса. М., препринт ИАЭ-1452. 1967, 15 с.
- Данилов Ю. А. Групповые свойства уравнения Дирака. М., препринт ИАЭ-1736. 1968, 16 с.
- Danilov Yu.A., Kuznetsov G.I., Smorodinsky Ya.A. Study of analytical properties of pentagon Feynman graph by homological method. Дубна, препринт ОИЯИ E2-4717. 1969, 21 с.
- Данилов Ю. А. О нелинейных обобщениях уравнения Дирака, допускающих конформную группу // ТМФ. 1970. Т. 2, № 3. С. 297—301.
- Данилов Ю. А. Групповая классификация нелинейностей и неоднородностей в уравнениях типа Кортевега-де Фриза. М., препринт ИАЭ-2003. 1970, 16 с.
- Данилов Ю. А., Смородинский Я. А. Кеплер и современная физика // Вестник Академии наук СССР. 1971. № 11. С. 117—123.
- Данилов Ю. А., Смородинский Я. А. Кеплер и современная физика // Природа. 1971. № 12. С. 59-63.
- Danilov Yu. A., Smorodinsky Ya. A. Kepler and modern Physics // In: Vistas in astronomy. Pergamon Press, 1971—1972. P. 699—707.
- Данилов Ю. А., Смородинский Я. А. Иоганн Кеплер: от «Мистерии» до «Германии» // УФН. 1973. Т. 109, Вып. 1. С. 175—209.
- Данилов Ю. А. Кэрролл Л. История с узелками (задачи для больших и маленьких) (пер. с англ) // Пионер. 1973. № 1. С. 72-75; № 3. С. 62-63.
- Данилов Ю. А. Марбургская школа по основам квантовой механики и упорядоченным линейным пространствам // УФН. 1975. Т. 116, вып. 1, С. 175.
- Данилов Ю. А. Групповые свойства уравнения Буссинеска. М., препринт ИАЭ-2928. 1977, 6 с.
- Данилов Ю. А. О линейных «донорах» решений нелинейных уравнений // В сб. «Математические методы в прикладных задачах». Труды МВТУ. 1977. № 256. С. 151—157.
- Данилов Ю. А. О преобразованиях, допускаемых синусным уравнением Гордона и его многомерными обобщениями. М., препринт ИАЭ-2927. 1977, 11 с.
- Данилов Ю. А., Кузнецов Г. И., Смородинский Я. А. Скрытые и геометрические симметрии в квантовой механике (солитоноподобные решения линейных уравнений) // В сб. «Проблемы физики высоких энергий и квантовой теории поля». III Международный семинар. Протвино, 1980. Т. 2. С. 300—314.
- Данилов Ю. А., Кузнецов Г. И., Смородинский Я. А. О симметрии классических и волновых уравнений // ЯФ. 1980. Т. 32, вып. 6 (12). С. 1547—1552.
- Данилов Ю. А. Групповая классификация уравнения Колмогорова-Петровского-Пискунова. М., препринт ИАЭ-3305/1. 1980. 17 с.
- Данилов Ю. А. Групповой анализ системы Тьюринга и её аналогов. М., препринт ИАЭ-3287/1. 1980, 11 с.
- Берман B. C., Данилов Ю. А. О групповых свойствах обобщённого уравнения Ландау-Гинзбурга // ДАН СССР. 1981. Т. 258, вып. 1. С. 67-70.
- Данилов Ю. А., Кузнецов Г. И., Меньшиков Л. И. Нерасплывающиеся волновые пакеты в уравнении Клейна-Гордона // ЯФ. 1981. Т. 34, вып. 5 (11). С. 1413—1417.
- Данилов Ю. А. Теоретико-групповой подход к анализу диссипативных структур // Тезисы докладов Международного симпозиума «Синергетика и кооперативные явления в твёрдых телах и макромолекулах». Таллин, 27 сентября — 1 октября 1982 г. Таллин, 1982. С. 45.
- Данилов Ю. А. Теоретико-групповые свойства математических моделей в биологии // В сб. «Математическая биология развития». М.: Наука, 1982. С. 5-15.
- Данилов Ю. А., Кузнецов Г. И., Смородинский Я. А. Иерархия уравнений в свете их симметрии (теоретико-групповая классификация уравнений классической и квантовой физики) // VIII Всесоюзная конференция по физике электронных и атомных столкновений (VIII ВКЭАС). Ленинград, 26 сентября — 2 октября 1981 г. Л.: 1982. С. 167—168.
- Данилов Ю. А. Математик фон Нейман и его «Математик» // Природа. 1983. № 2. С. 86-87.
- Данилов Ю. А., Кадомцев Б. Б. Что такое синергетика? // В сб. «Нелинейные волны. Самоорганизация». М.: Наука, 1983. С. 30-43.
- Данилов Ю. А., Кузнецов Г. И. Нелинейные уравнения и дифференциальные инварианты. Теоретико-групповые методы в физике // Труды Международного семинара, Звенигород, 24-26 ноября 1982 г. М.: Наука, 1983. Т. 2. С. 450—452.
- Данилов Ю. А., Кузнецов Г. И. Построение оптимальной системы подалгебр конечномерной алгебры Ли. М., препринт ИАЭ-3753/1. 1983, 12 с.
- Данилов Ю. А., Петвиашвили В. И. Солитоны в плазме // В сб. «Итоги науки и техники. Физика плазмы». М.: ВИНИТИ, 1983. Т. 4. С. 5-47.
- Данилов Ю. А., Кузнецов Г. И. О некоторых точных решениях уравнений Янга-Миллса // В сб. «Проблемы физики высоких энергий и квантовой теории поля». VII семинар. ИФВЭ. Протвино, июль 1984 г. Т. 2. С. 38-43.
- Danilov Yu. A., Kuznetsov G. I. Nonlinear equations and differential invariants // Proceedings of the Second Zvenigorod Seminar on Group Theoretical Methods in Physics. Zvenigorod, USSR, 24-26 November 1982. Harwood Academic Publishers Chur, London, Paris, N.Y., 1985.
- Данилов Ю. А., Кадомцев Б. Б. Синергетика: идеи, методы, надежды // УМН. 1985. Т. 40, вып. 2 (242). С. 215.
- Danilov Yu.A. On a method of finding exact solutions of equations of mathematical physics // In: Group Theoretical Methods in Physics. Proceedings of the Third Yurmala Seminar. Yurmala, USSR, 22-24 May 1985.
- Данилов Ю. А. Регуляторные и стохастические режимы в цепочках нелинейных осцилляторов // III Международный семинар «Теоретико-групповые методы в физике», 1985.
- Данилов Ю. А. Об одном методе нахождения точных решений уравнений математической физики // В сб. «Теоретико-групповые методы в физике». Труды третьего семинара. Юрмала, 22-24 мая 1985 (Отв. ред. М. А. Марков). М.: Наука, 1986. Т. 2. С. 355—360.
- Данилов Ю. А., Климонтович Ю. Л. Сложные системы — операционные подходы в нейробиологии, физике и вычислительных устройствах (рецензия на кн. Complex Systems. Operational Approaches in Neurobiology, Physics and Computers (Ed. by H. Haken). Berlin: Springer, 1985.) // Новые книги за рубежом. 1987. № 1. С. 6-11.
- Данилов Ю. А., Сафонов В. Л. Использование свойств равномерной аппроксимации функций в тригонометрическом базисе для расчёта интегралов, сумм и для обработки экспериментальных данных. М., препринт ИАЭ-4381/1. М.: ЦНИИАтоминформ, 1987. 12 с.
- Данилов Ю. А., Сафонов В. Л. К теории сверхпроводимости в двойникованных структурах // Сверхпроводимость: физика, химия, техника. Сентябрь 1988. Вып. 4. С. 76-78.
- Danilov Yu.A., Safonov V.L. Phenomenological theory of localized superconductivity in systems with twinning // Physica. 1988. № 153—155. P. 683—684.
- Данилов Ю. А. Модели полностью развитого хаоса // 2-я Дальневосточная школа-семинар «Физика-химия твёрдого тела». Благовещенск, 1988. Т. 1. С. 211—212.
- Данилов Ю. А., Братковский А. М., Кузнецов Г. И. Квазикристаллы // Физика металлов и металловедения. 1989. Т. 68, № 6. С. 1045—1096.
- Danilov Yu.A. Nonlinear Dynamics: Poincaré and Mandelstam // In: Nonlinear Waves. 1. Dynamics and evolution. Springer-Verlag, Berlin, Heidelberg, N.Y., 1989. P. 2-13.
- Данилов Ю. А. Нелинейная динамика: Пуанкаре и Мандельштам // В сб. «Нелинейные волны. Динамика и эволюция». М.: Наука, 1989. С. 5-15.
- Данилов Ю. А., Морозов А. В. Некоторые фундаментальные нелинейные модели математической физики // В сб. «Рассеяние, реакции, переходы в квантовых системах и методы симметрии». Обнинск, 1991. С. 128—133.
- Danilov Yu.A. Classic writings from the history of science. Plutarch: Concerning the face which appears in the orb of the moon // Quantum. 1992. March/April. P. 42-47.
- Danilov Yu. A. A wrinkle in reality. Lobachevsky: New elements of geometry with a complete theory of parallels // Quantum. 1992. July/August. P. 44-48.
- Danilov Yu. A. The «assayer» weighs the facts // Quantum. 1992. November/December. P. 43-45.
- Данилов Ю. А. Уравнение Пенлеве // Физическая энциклопедия. Т. 3. М.: Большая Российская энциклопедия, 1992. С. 553.
- Данилов Ю. А. Ньютон и Бентли // ВИЕТ (Вопросы истории естествознания и техники). 1993. № 1. С. 30-32.
- Danilov Yu. A. The problem book of Anania of Shirak // Quantum. 1993. March/April. P. 42-48.
- Данилов Ю. А., Рожков А. В., Сафонов В. Л. О возможности геометрического описания квазичастиц в анизотропных средах. М., препринт ИАЭ-5776/1. М.: Российский научный центр «Курчатовский институт», 1994.
- Danilov Yu. A. Mathematische Grundlaender Chaostheotie // Bronstein-Semendjaew, Musiol-Muhlic. Taschenbuch der matematik. Verlag Harri Deutsch, Thun und Frankfurt am Main, 1995. S. 17.
- Danilov Yu. A., Rozhkov A. V., Safonov V. L. Possibility of geometric description of quasiparticles in solids // International J. of Modern Phys. B. 1996. Vol. 10, № 7. P. 777—791.
- Danilov Yu. A. Harmonie und Astrologie bei Kepler // In: Wissenschaftliche und Au erwissenschaftliche. Denkformen-Moskau, 1996. P. 261—273.
- Данилов Ю. А. Астрологический «Тетрабиблос» // В сб. «Знание за пределами науки». М.: Республика, 1996. С. 131—133.
- Данилов Ю. А. Гармония и астрология в трудах Кеплера // В сб. «Научные и вненаучные формы мышления». М., 1996. С. 266—278. (Институт философии РАН. Центр по изучению немецкой философии и социологии.)
- Данилов Ю. А. Красота фракталов // Московский синергетический форум. М., 1996. С. 183—187.
- Данилов Ю. А. Льюис Кэрролл как нелинейное явление // Химия и жизнь. 1997. № 5. С. 11-14.
- Аршинов В. И., Данилов Ю. А., Тарасенко В. В. Методология сетевого мышления: феномен самоорганизации // В сб. «Онтология и эпистемология синергетики». М.: ИФ РАН, 1997. С. 101—117.
- Данилов Ю. А. Красота фракталов // II International Conference «Nonlinear World: Mathematics and Art». M., 1997. P. 70-72.
- Данилов Ю. А. Синергетический подход к изучению языка: возможности, ограничения и опасности // Философия науки, вып. 3. М.: ИФ РАН, 1997. С. 213—216.
- Данилов Ю. А. Фрактальный подход при изучении физики неупорядоченных сред // В сб. «Синергетика и образование». М.: Гнозис, 1997. С. 41-46.
- Danilov Yu. A., Preobrazhensky V.B., Grebenkin A.P., Shabanov S.Yu. // Synthetic Metals. 1999. Vol. 103. P. 2608—2609.
- Данилов Ю. А. Случайные фракталы и их применение для моделирования реальных сред и процессов // В сб. «Шумовые и деградационные процессы в полупроводниковых приборах». Материалы докладов международного научно-технического семинара. М.: МЭИ, 1999. С. 5-14.
- Данилов Ю. А. Вольфганг Паули, Иоганн Кеплер и Карл-Густав Юнг // В сб. «Исследования по истории физики и механики». М.: Наука, 2000. С. 24-32.
- Данилов Ю. А. Красота фракталов // В сб. «Синергетическая парадигма. Многообразие поисков и подходов». М.: Прогресс-Традиция, 2000. С. 183—187.
- Данилов Ю. А. Неэйнштейновская диффузия // В сб. «Шумовые и деградационные процессы в полупроводниковых приборах». Материалы международного научно-технического семинара. М.: МЭИ, 2000. С. 16-19.

## Научно-популярные работы
- Данилов Ю. А. (ученик 135-й школы Москвы). Личинка стрекозы, улитки и физика // Пионерская правда, 25 сентября 1951 г., № 97 (3476). С. 3.
- Данилов Ю. А. Кэрролл Л. История с узелками (задачи для больших и маленьких) (пер. с англ) // Пионер. 1973. № 1. С. 72-75; № 3. С. 62-63.
- Данилов Ю. А. Логика в стране чудес // Знание — сила. 1973. № 12. С. 26-29.
- Данилов Ю. А. Как вы справились с домашним заданием? // Знание — сила. 1974. № 5. С. 47.
- Данилов Ю. А. Льюис Кэрролл в России // Знание — сила. 1974. № 9. С. 44-47.
- Данилов Ю. А. Тот, кто выдумал «Алису» // Комсомольская правда, 21 сентября 1974 г., № 220 (15115). С. 4.
- Данилов Ю. А. Льюис Кэрролл и его «Восемь или девять мудрых слов о том, как писать письма» // Знание — сила. 1975. № 2. С. 46-48.
- Данилов Ю. А. Кэрролл Л. Пища для ума (пер. с англ.) // Природа. 1975. № 5. С. 125—128.
- Данилов Ю. А. Их было семеро. Кросс-намбер // Квант. 1976. № 5. С. 80-81.
- Данилов Ю. А. Возлюбив искусство числительное // Знание — сила. 1976. № 9. С. 47-48.
- Данилов Ю. А. Головоломки художника Громова // Квант. 1977. № 2. С. 39-42.
- Данилов Ю. А. Групповые свойства уравнения Буссинеска. М., препринт ИАЭ-2928. 1977, 6 с.
- Данилов Ю. А. Стомахион // Квант. 1978. № 8. С. 50-53.
- Данилов Ю. А., Смородинский Я. А. Физик читает Кэрролла // Кэрролл Л. Приключения Алисы. Сквозь зеркало и что там увидела Алиса, или Зазеркалье. М.: Наука, 1978. С. 266—274.
- Данилов Ю. А. Льюис Кэрролл и его письма к детям // Природа. 1979. № 7. С. 124—128.
- Данилов Ю. А. Забытое старое // В мире книг. 1981. № 6. С. 20-21.
- Данилов Ю. А. Нелинейность // Знание — сила. 1982. № 11. С. 34-36.
- Данилов Ю. А. Великие мгновения в истории математики (рецензия) // Новые книги за рубежом. 1983. № 8. С. 7.
- Данилов Ю. А. Портрет Ньютона в реалистической манере (рецензия на кн. В. Кравцова «Ньютон») // Природа. 1989. № 6. С. 123—124.
- Данилов Ю. А. От мозаик Пенроуза до надёжных шифров и возвращение доктора Матрикса (рецензия) // Новые книги за рубежом. 1989. С. 20-21.
- Данилов Ю. А. Льюис Кэрролл и его задачи // Квант. 1990. № 10. С. 37-39.
- Данилов Ю. А. Джон фон Нейман. М.: Знание, 1990. Серия «Математика, кибернетика». 46 с.
- Данилов Ю. А. Последний семинар // В сб. «Воспоминания об академике М. А. Леонтовиче». М.: Наука, 1990. С. 260—262.
- Данилов Ю. А. Приглашение на Хофштадтера // Знание — сила. 1991. № 9. С. 1-12.
- Данилов Ю. А. Предисловие к кн. Л. Кэрролл «Логическая игра». М.: Наука, 1991. С. 3-6.
- Данилов Ю. А. Весёлая логика абсурда // «Первое сентября» 29 апреля 1993 г.
- Данилов Ю. А. Фрактальность // Знание — сила, 1993, № 5. С. 94-100.
- Данилов Ю. А. На далёких Гёделевых островах // Знание — сила. 1994. № 1. С. 112—117.
- Данилов Ю. А. Рубрика «Волшебный фонарь» // Знание — сила. 1994. № 9. (квазикристаллы)
- Данилов Ю. А. К читателю серии «Занимательная наука» // Перельман Я. И. Живая математика, Математические рассказы и головоломки. М.: Изд-во Русанова, 1994 (Synopsis. Аннотация, IV страница).
- Данилов Ю. А. К читателям серии «Знания. Наука» // Перельман Я. И. Занимательная арифметика. Загадки и диковинки в мире чисел. М.: Изд-во Русанова, 1994.
- Данилов Ю. А. Льюис Кэрролл как нелинейное явление // Прикладная нелинейная динамика (Саратов). 1996. № 1. С. 119—125.
- Данилов Ю. А. Подпись к портрету А. Д. Сахарова // Вопросы истории естествознания и техники. 1996. № 2.
- Данилов Ю. А. Астрологический «Тетрабиблос» // В сб. «Знание за пределами науки». М.: Республика, 1996. С. 131—133.
- Данилов Ю. А. Гармония и астрология в трудах Кеплера // В сб. «Научные и вненаучные формы мышления». М., 1996. С. 266—278. (Институт философии РАН. Центр по изучению немецкой философии и социологии.)
- Данилов Ю. А. Последний семинар // В сб. «Воспоминания об академике М. А. Леонтовиче». М.: Физматлит. 1996. С. 406—408.
- Данилов Ю. А. Предисловие к публикации доклада президента Будапештского клуба Vivos voco // ВИЕТ. 1997. № 4. С. 80-81.
- Данилов Ю. А. Льюис Кэрролл как нелинейное явление // Химия и жизнь. 1997. № 5. С. 11-14.
- Данилов Ю. А. О книге и её авторе // Перельман Я. И. Весёлые задачи. Двести головоломок для юных математиков. М.: Изд-во Русанова, Пилигрим, 1997. С. 277—278.
- Данилов Ю. А. О книге и её авторе // Успенский Л. Слово о словах. М.: Изд-во Русанова, Пилигрим, 1997. С. 409—410.
- Данилов Ю. А. Признание в любви на казённом бланке // В сб. «Исаак Константинович Кикоин: Воспоминания современников». Изд. 2-е. М.: Наука, 1998.
- Данилов Ю. А. Мы будем знать! // Знание — сила. 1998. № 1. С. 54 (перевод доклада Давида Гильберта «Познание природы и логика». С. 55-62).
- Данилов Ю. А. Наш друг Льюис Кэрролл // Знание — сила. 1998. № 1. С. 99-101.
- Данилов Ю. А. В поисках гармонии мира. Космографическая тайна // Химия и жизнь. 1998. № 11.
- Данилов Ю. А. В поисках гармонии мира. В храме музы Урании // Химия и жизнь. 1998. № 12. С. 44-47.
- Данилов Ю. А. Рубрика «Волшебный фонарь». Математика в картинках // Знание — сила. 1998. № 1-12
- Данилов Ю. А. В поисках гармонии мира // Химия и жизнь. 1999. № 1. С. 27-29.
- Данилов Ю. А. Что такое занимательная наука // Семья и школа. 1999. № 3. С. 48-49.
- Данилов Ю. А. Игры с кубом. Платоновых вызывающе мало // Семья и школа. 1999. № 4. С. 46-47.
- Данилов Ю. А. Корона Гиерона. Почти по Артуру Конан Дойлу // Семья и школа. 1999. № 5-6. С. 64-65.
- Данилов Ю. А. Не верь глазам своим // Семья и школа. 1999. № 7-8. С. 65-67.
- Данилов Ю. А. Соло для часов // Семья и школа. 1999. № 9. С. 44-45.
- Данилов Ю. А. Под стук колёс // Семья и школа. 1999. № 10. С. 48-49.
- Данилов Ю. А. Новый наряд короля // Семья и школа. 1999. № 11-12. С. 48-49.
- Данилов Ю. А. Рубрика «Волшебный фонарь». Математика в картинках // Знание — сила. 1999. № 1-12 (закон Бернулли, формы капли на раскалённой поверхности, встречная проходка туннеля, о квадратуре круга, квадрат в квадрате, циклоидальный маятник, пустота в пустоте).
- Данилов Ю. А. Рубрика «Что нам 9-ка?»: 1209 год. Кембридж. № 2-3. С. 126—127; 1609 год. У колыбели новорождённой. № 2-3. С. 126—127; Наш Пушкин. № 5-6. С. 129; 1749 год. Цепь соображений, выражающая порядок идей. № 5-6. С. 127—128; Начало пути. № 7-8. С. 126—127; Из чего состоят звёзды? № 9-10. С. 127—128; Философский камень Резерфорда. № 11-12. С. 126—127 // Знание — сила. 1999.
- Данилов Ю. А. Математические начала натуральной философии. С. 133—140; Джеймс Клерк Максвелл. С. 140—146; Русские переводы «Начал» (доп. очерк). С. 139; Неожиданная находка. С. 139; Генри Кавендиш (совм. с Ю. Строгановым). С. 145; Конгрессы, конференции и съезды. С. 185; Как физики познают мир. С. 289—294; Открытие с помощью компьютера. С. 291; Принципы физики. С. 292. // Энциклопедия для детей. Т. 16. Физика. Ч. 1. М.: Аванта+, 2000.
- Данилов Ю. А. Синергетика: в поисках языка междисциплинарного общения // Философские исследования. 2000. Вып. 1 (26). С. 27-29.
- Данилов Ю. А. Новогодняя сказка почти по Гансу Христиану Андерсену // Семья и школа. 2000. № 1. С. 46-47.
- Данилов Ю. А. Жизнь и открытия Майкла Фарадея. С. 39-44; Уильям Гильберт. С. 15; Бенджамин Франклин. С. 18; Роберт Эндрюс Милликен. С. 24; Густав Роберт Кирхгоф. С. 27; Алессандро Вольта. С. 31; Ханс Кристиан Эрстед. С. 33; Пётр Николаевич Лебедев. С. 54; Николай Алексеевич Умов. С. 56; Сэр Исаак Ньютон «Оптика, или Трактат об отражениях, преломлениях и цветах света». С. 60; Томас Юнг. С. 61; Джон Арчибальд Уилер. С. 132; Стивен Уильям Хокинг. С. 148; Юлиус Роберт Молдер. С. 185; Джеймс Прескотт Джоуль. С. 186; Герман Людвиг Фердинанд фон Гельмгольц. С. 188; Рудольф Клаузиус. С. 191; Уильям Томсон Гиббс. С. 208; Людвиг Больцман. С. 210; Макс Планк. С. 216; Луи де Бройль. С. 229; Эрвин Шрёдингер. С. 231; Вернер Гейзенберг. С. 235; Арнольд Зоммерфельд. «Строение атома и спектры». С. 238; Вольфганг Паули. С. 239; Н. Г. Басов, A.M. Прохоров и Ч. Таунс. С. 247; Яков Ильич Френкель. С. 282; Антуан Анри Беккерель. С. 290; Пьер и Мария Кюри. С. 290; Эффект Черенкова-Вавилова. С. 292; Андрей Дмитриевич Сахаров. С. 296; Ричард Фейнман. С. 316; Энрико Ферми. С. 339; Абдус Салам. С. 341; Стивен Вайнберг. С. 342; Вездесущая нелинейность. С. 358—361; Фазовое пространство. С. 378; Леонид Исаакович Мандельштам. С. 380; Николай Николаевич Боголюбов (совместно с В. Шелестом). С. 390—391; Что такое синергетика. С. 397—400. // Энциклопедия для детей. Т. 16. Физика. Ч. 2. М.: Аванта+, 2000, 432 с.
- Данилов Ю. А. О треугольниках и квадратах // Семья и школа. 2000. № 2. С. 44-45.
- Данилов Ю. А. Необыкновенная арифметика // Семья и школа. 2000. № 3. С. 44-45.
- Данилов Ю. А. Перестановки без остановки // Семья и школа. 2000. № 4. С. 46-47.
- Данилов Ю. А. Братцы-кролики // Семья и школа. 2000. № 5-6. С. 60-61.
- Данилов Ю. А. Чистая доска (Tabula rasa) // Семья и школа. 2000. № 7-8. С. 60-61.
- Данилов Ю. А. Штрихи к двойному портрету // Семья и школа. 2000. № 9. С. 48.
- Данилов Ю. А. Синергетика лицом к человеку // В сб. «Причудливый мир науки». Саратов: Изд-во ГосУНЦ «Колледж», 2004. С. 62-64.
- Данилов Ю. А. Синергетика — наука о самоорганизации // там же. С. 65-71.
- Данилов Ю. А. Сложность // там же. С. 72-75.
- Данилов Ю. А. Джеймс Клерк Максвелл // там же. С. 118—128.
- Данилов Ю. А. Майкл Фарадей // там же. С. 129—137.
- Данилов Ю. А. Гармония и астрология в трудах Кеплера // там же. С. 138—149.

## Составление книг
- Гарднер М. Математические новеллы. М.: Мир, 1974.
- Штейнгауз Г. Задачи и размышления. М.: Мир, 1974.
- Эббот Д., Бюргер Д. Флатландия. Сферландия. М.: Мир, 1976.
- Избранные задачи из журнала «American Mathematical Monthly». М.: Мир, 1976.
- Лайтман А., Пресс В., Прайс Р., Тюкольски С. Сборник задач по теории относительности и гравитации. М.: Мир, 1979.
- Физика за рубежом’82. М.: Мир 1982.
- Гарднер М. Математический цветник. М.: Мир, 1983.
- Физика за рубежом’83. М.: Мир, 1983.
- Синергетика (Под ред. Б. Б. Кадомцева). М.: Мир, 1984.
- Гарднер М. А ну-ка догадайся! М.: Мир, 1984.
- Физика за рубежом’84. Сер. Б (преподавание). М.: Мир, 1984.
- Физика за рубежом’84. Сер. А (исследования). М.: Мир, 1984.
- Физика за рубежом’85. Сер. А (исследования). М.: Мир, 1985.
- Физика за рубежом’86. Сер. А (исследования). М.: Мир, 1986.
- Физика за рубежом’86. Сер. Б (преподавание). М.: Мир, 1986.
- Галилео Галилей. Пробирных дел мастер. М.: Наука, 1987.
- Кирхгоф Г. Р. Избранные труды. М.: Наука, 1988.
- Вейль Г. Математическое мышление. М.: Наука, 1989.
- Гейзенберг В. Избранные труды. М.: УРСС, 2001.

## Переводы книг
- Тьюринг А. Может ли машина мыслить? М.: Физматгиз, 1960 (с англ.).
- Хамермеш М. Теория групп и её применение к физическим проблемам. М.: Мир, 1966 (с англ.).
- Андерсон Э. Ударные волны в магнитной гидродинамике. М.: Атомиздат, 1968 (с англ.).
- Вейль Г. Симметрия. М.: Наука, 1968 (с англ.).
- Вигнер Е. Этюды о симметрии. М.: Мир, 1971 (с англ.).
- Гарднер М. Математические головоломки и развлечения. М.: Мир, 1971 (с англ.).
- Гарднер М. Математические досуги. М.: Мир, 1972 (с англ.).
- Кэрролл Л. История с узелками. М.: Мир, 1972 (с англ.).
- Рыбка Э., Рыбка П. Коперник. Человек и мысль. М.: Мир, 1973 (с польск.).
- Гарднер М. Математические новеллы. М.: Мир, 1974 (с англ.).
- Штейнгауз Г. Задачи и размышления. М.: Мир, 1974 (с польск.).
- Бизам Д., Герцег Я. Игра и логика. М.: Мир, 1975 (с венг.).
- Паули В. Физические очерки. М.: Наука, 1975 (с англ. и нем.).
- Курт Р. Анализ размерностей в астрофизике. М.: Мир, 1975 (с англ.).
- Кюршак Й., Нейкомм Д., Хайош Д. Шурани Я. Венгерские математические олимпиады. М.: Мир, 1976 (с венг.).
- Эбботт Э. Флатландия. Бюргер Д. Сферландия. М.: Мир, 1976 (с англ. и голл.).
- Эмх Ж. Алгебраические методы в статистической механике и квантовой теории поля. М.: Мир, 1976 (с англ.).
- Фрейденталь Г. Математика в науке и вокруг нас. М.: Мир, 1977 (с англ.).
- Избранные задачи из журнала «American Mathematical Monthly». М.: Мир, 1977 (с англ.).
- Страшевич С, Бровин Е. Польские математические олимпиады. М.: Мир, 1978 (с польск.).
- Бизам Д., Герцег Я. Многоцветная логика. М.: Мир, 1978 (с венг.).
- Зонн В. Галактики и квазары. М.: Мир, 1978 (с польск.).
- Пидоу Д. Геометрия и искусство. М.: Мир, 1979 (с англ.).
- Римлер Ю. Экономические методы анализа развития. М.: Статистика, 1979 (с венг.).
- Фрид Э. Элементарное введение в абстрактную алгебру. М.: Мир, 1979 (с англ.).
- Лайтман А., Пресс В., Прайс Р., Тюкольски С. Сборник задач по теории относительности и гравитации. М.: Мир, 1979 (с англ.).
- Реньи А. Трилогия о математике. М.: Мир, 1980 (с венг.).
- Узоры симметрии. М.: Мир, 1980 (с англ.).
- Гильде В., Альтрихтер 3. С микрокалькулятором в руках. М.: Мир, 1980 (с нем.).
- Кройль Г. Что умеет мой микрокалькулятор? М.: Мир, 1981 (с нем.).
- Парницкий Г. Основы статистической информатики. М.: Финансы и статистика, 1981 (с венг.).
- Смаллиан P.M. Как же называется эта книга? М.: Мир, 1981 (с англ.).
- Варга Б., Димень Ю., Лопариц Э. Язык. Музыка. Математика. М.: Мир, 1981 (с венг.).
- Гарднер М. Есть идея! М.: Мир, 1982 (с англ.).
- Кеплер И. О шестиугольных снежинках. М.: Наука, 1982 (с лат.).
- Трудная задача. М.: Мир, 1982 (с англ.).
- Бикел П,, Доксам К. Математическая статистика. Вып. 1-2. М.: Финансы и статистика, 1983 (с англ.).
- Геометрические идеи в физике. М.: Мир, 1983 (с англ.).
- Фаркаш X. Странствия в мире животных. М.: Знание, 1983 (с венг.).
- Гарднер М. Математический цветник. М.: Мир, 1983 (с англ.).
- Клайн М. Математика. Утрата определённости. М.: Мир, 1984 (с англ.).
- Синергетика. Сб. статей. М.: Мир, 1984 (с англ.).
- Детари Л., Карцаги В. Биоритмы. М.: Мир, 1984 (с венг.).
- Гарднер М. А ну-ка, догадайся! М.: Мир, 1984 (с англ.).
- Ликеш И., Ляга Й. Основные таблицы математической статистики. М.: Финансы и статистика, 1985 (с чешск.).
- Хакен Г. Синергетика. М.: Мир, 1985 (с англ.).
- Пригожин И. От существующего к возникающему. М.: Наука, 1985 (с англ.).
- Леман И. Увлекательная математика. М.: Знание, 1985 (с нем.).
- Сахал Д. Технический прогресс: концепции, модели, оценки. М.: Финансы и статистика, 1985 (с англ.).
- Пригожин И., Стенгерс И. Порядок из хаоса. М.: Прогресс, 1986 (с англ.).
- Штегена Л. Века и географические карты. М.: Знание, 1987 (с венг.).
- Смаллиан P.M. Алиса в стране Смекалки. М.: Мир, 1987 (с англ.).
- Хорстэмке В., Лефевр Р. Индуцированные шумом переходы. М.: Мир, 1987 (с англ.).
- Галилей Г. Пробирных дел мастер. М.: Наука, 1987 (с лат. и итал.).
- Этюды о персональных компьютерах. М.: Знание, 1988 (с венг.).
- Тильде В., Альтрихтер 3. С микрокалькулятором повсюду. М.: Мир. 1988 (с нем.).
- Кирхгоф Г. Р. Избранные труды. М.: Наука, 1988 (с нем.).
- Фракталы в физике. М.: Мир, 1988 (с англ.).
- Клайн М. Математика. Поиск истины. М.: Мир. 1988 (с англ.).
- Благуш П. Факторный анализ с обобщениями. М.: Финансы и статистика, 1989 (с чешск.).
- Джанколи Д. Физика. В 2-х т. М.: Мир, 1989 (с англ.).
- Дэвис П. Суперсила. Поиск единой теории. М.: Мир, 1989 (с англ.).
- Николис Дж. Динамика иерархических систем. Эволюционное представление. М.: Мир, 1989 (с англ.).
- Вейль Г. Математическое мышление. М.: Наука, 1989 (с нем. и англ.).
- Мун Ф. Хаотические колебания. М.: Мир, 1990 (с англ.).
- Кайзер Дж. Статистическая термодинамика неравновесных процессов. М.: Мир, 1990 (с англ.).
- Гарднер М. Путешествие во времени. М.: Мир, 1990 (с англ.).
- Кэрролл Л. Логическая игра. М.: Наука, 1991 (с англ.).
- Хакен Г. Информация и самоорганизация. М.: Мир, 1991 (с англ.).
- Неувязка со временем. М.: Мир, 1991 (с англ.).
- Федер Е. Фракталы. М.: Мир, 1991 (с англ.).
- Гётце В. Фазовые переходы жидкость-стекло. М.: Наука, 1992 (с англ.).
- Гротц К., Клапдор-Клайнгротхаус Г. В. Слабое взаимодействие в физике ядра, частиц и астрофизике. М.: Мир, 1992 (с нем.).
- Гамов Г. Приключения мистера Томпкинса. М.: Бюро «Квантум», 1993 (с англ.).
- Гарднер М. От мозаик Пенроуза к надёжным шифрам. М.: Мир, 1993 (с англ.).
- Пригожин И., Стенгерс И. Время, хаос, квант. М.: Прогресс, 1994 (с англ.).
- Гамильтон У. Р. Избранные труды. Оптика. М.: Наука, 1994 (с англ.).
- Мэй Дж. Изгнание в плиоцен. Многоцветная Земля. М.: Армада, 1995 (с англ.).
- Бистри Ст. Чудесные сечения. М.: Дорлинг Киндерсли, 1995 (с англ.).
- Наглядный словарь. Вселенная. М.: Дорлинг Киндерсли, 1997 (с англ.).
- Томсон Дж. Секретные дела Холмса. М.: Армада, 1997 (с англ.).
- Гильберт Д. Избранные труды. М.: Факториал, 1998 (с нем.).
- Виккерт Й. Альберт Эйнштейн сам о себе. Челябинск: Урал-Ltd, 1999 (с нем.).
- Пригожин И. Конец определённости. Ижевск, 1999 (с англ.).
- Гамов Г., Ичас М. Мистер Томпкинс внутри самого себя. Ижевск, 1999 (с англ.).
- Арнольд В. И., Авец А. Эргодические проблемы классической механики. Ижевск, 1999 (с франц.).
- Гамов Г., Стерн М. Занимательная математика. Ижевск, 1999 (с англ.).
- Гланц Ст. Медико-биологическая статистика. М.: Практика, 1999 (с англ.).
- Кэрролл Л. Письма к детям. М.: Эксмо-пресс, 1999 (с англ).
- Сингх С. Великая теорема Ферма. М.: МЦНМО, 2000 (с англ.).
- Харди Г. Апология математика. Ижевск, РХД, 2000 (с англ.).
- Берже П., Помо И., Видаль К. О детерминистическом подходе к турбулентности. М.: Меркурий-пресс, 2000 (с франц.).
- Эбелинг В., Энгель А., Файстель Р. Физика процессов эволюции. М.: УРСС, 2001 (с нем.).
- Хакен Г. Принципы работы головного мозга. М.: Per Se., 2001 (с англ.).
- Гейзенберг В. Избранные труды. М.: УРСС, 2001 (с англ. и нем.).
- Матурана Умберто Р., Варела Франсиско X. Древо познания: Биологические корни человеческого понимания. М.: Прогресс-Традиция, 2001 (с англ.).
- Хоффман Р. Такой одинаковый и разный мир. М.: Мир, 2001 (с англ.).
- Пригожин И., Кондепуди Д. Современная термодинамика. М.: Мир, 2002 (с англ., совместно с В. Белым).
- Альберт Эйнштейн. Без формул (Под ред. К. А. Кедрова). М.: Мысль, 2003 (с нем.).
- Тирринг В. Дифференциально-геометрические и операторно-алгебраические методы математической физики. Т. 1-4. Киев: Timpani, 1997—2003 (с нем.).
- Ласло Э. Макросдвиг. М.: Тайдекс Ко, 2004 (с англ.).
- Гамов Г. Мистер Томпкинс в новой биологии. М.: УРСС, 2003 (с англ.).
- Гамов Г. Мистер Томпкинс исследует атом. М.: УРСС, 2003 (с англ.).
- Гамов Г. Мистер Томпкинс в стране чудес. М.: УРСС, 2003 (с англ.).
- Тирринг В. Курс математической и теоретической физики. Киев: Timpani, 2004 (с нем.).
- Мазья В., Шапошникова Т. Жак Адамар. Универсальный математик. М.: МЦНМО, 2007 (с англ.).
- Питер Хит. Алиса глазами философов (с англ.: Н. М. Демурова — сказки, Ю. А. Данилов — философские комментарии, Ю. Ващенко — иллюстрации) (архив Ю. А.)